# Donji Kukuruzari
Donji Kukuruzari es un municipio de Croacia en el condado de Sisak-Moslavina.

## Geografía
Se encuentra a una altitud de 152 m s. n. m. a 84,9 km de la capital nacional, Zagreb.

## Demografía
En el censo 2011, el total de población del municipio fue de 1645 habitantes, distribuidos en las siguientes localidades:
- Babina Rijeka - 124
- Borojevići - 118
- Donja Velešnja - 266
- Donji Bjelovac - 43
- Donji Kukuruzari - 296
- Gornja Velešnja - 70
- Gornji Bjelovac - 52
- Gornji Kukuruzari - 57
- Knezovljani - 83
- Komogovina - 127
- Kostreši Bjelovački - 43
- Lovča - 19
- Mečenčani - 147
- Prevršac - 121
- Umetić - 74